# Mauldre
La Mauldre (o La Mauldre) è un fiume francese lungo 34,7 km che scorre interamente nel dipartimento di Yvelines (Île-de-France) e sfocia nella Senna.

## Geografia
.

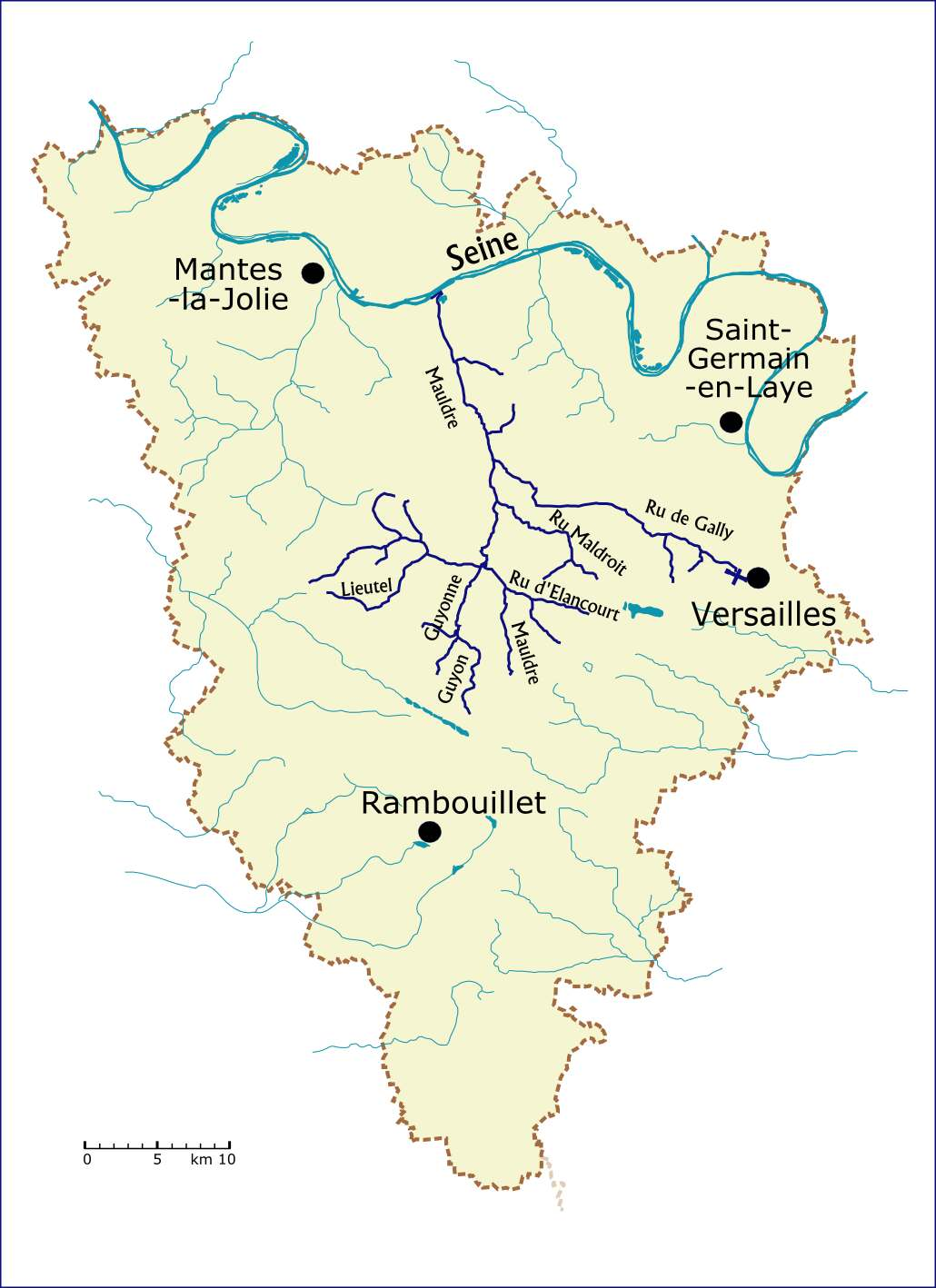
Il bacino della Mauldre

Il bacino idrografico della Mauldre e dei suoi affluenti è modesto rispetto all'estensione dell'Île-de-France, poiché ricopre appena 410 km2, il 20% dei quali urbanizzati, ma riveste un'importanza strategica effettiva per il dipartimento di Yvelines poiché ne copre il 30% del territorio e ne ospita il 30% degli abitanti (circa 400 000 persone). Esso è composto unicamente di  corsi d'acqua non demaniali, per cui il loro letto appartiene ai locali.  I confini del bacino idrografico della Mauldre sono stati definiti con decreto prefettizio del 19 agosto 1994 per l'elaborazione del SAGE (Schéma d'aménagement et de gestion des eaux).
Nella parte inferiore del suo bacino la Mauldre disegna alcuni meandri e si divide in bracci secondari, talvolta denominati chevreuses, come a Maule e Aulnay-sur-Mauldre.
La valle della Mauldre è incassata tra la piana di Versailles e le Mantois.
Un poco a monte di Beynes, essa è attraversata da un sifone di 922 m, dall'acquedotto dell'Avre, che fornisce acqua potabile a Parigi, captata nella zona di Verneuil-sur-Avre (Eure).
Si tratta di una valle ridente, tempestata di numerosi villaggi che hanno mantenuto i loro caratteri rurali, nonostante la vicinanza all'agglomerato parigino. Numerosi mulini erano attivi lungo il corso del fiume.

### Affluenti
Gli affluenti della Mauldre sono 25, i cui principali sono:
- alla sinistra orografica due rivi che scendono dalla foresta di Rambouillet ed irrigano zone rurali prima di unirsi alla Mauldre à Neauphle-le-Vieux,
- alla destra orografica tre rivi che scorrono nelle zone più urbanizzate (Versailles, Saint-Quentin-en-Yvelines) e che si uniscono alla Mauldre, rispettivamente a Pontchartrain (comune di Jouars-Pontchartrain), a Beynes e a Maule

### Comuni attraversati
Nel suo corso la Mauldre attraversa comuni:
Coignières, Saint-Rémy-l'Honoré, Le Tremblay-sur-Mauldre, Jouars-Pontchartrain, Neauphle-le-Vieux, Villiers-Saint-Frédéric, Beynes, Montainville, Mareil-sur-Mauldre, Maule, Aulnay-sur-Mauldre, Nézel, La Falaise, Aubergenville, Épône

## Idrologia
Il linea generale la Mauldre è alimentata, oltre che dai suoi affluenti, dalle falde il cui contributo principale proviene dal suolo di Cressay. A questo riguardo le stime sulla portata sono molto variabili, da 90 a 300 l/s.
Al confine tra il corso inferiore e quello superiore della Mauldre, la stazione H7913020 La Mauldre a Beynes (municipio) da nei 46 anni dal 1967 una portata da 1,010 m3/s per un bacino idrografico di 216 km2
La portata annua del fiume a Aulnay-sur-Mauldre è stimata in 2.05 m3/s
Essa tende ad aumentare di anno in anno poiché è alimentata dagli scarichi della popolazione urbana sempre più importanti, in particolare nella parte sud-est del bacino (Versailles, Saint-Quentin-en-Yvelines…), che si ritrova nelle sezioni di depurazione. La portata massima rilavata ad Épône è di circa 20 m3/s.

## Immagini della Mauldre

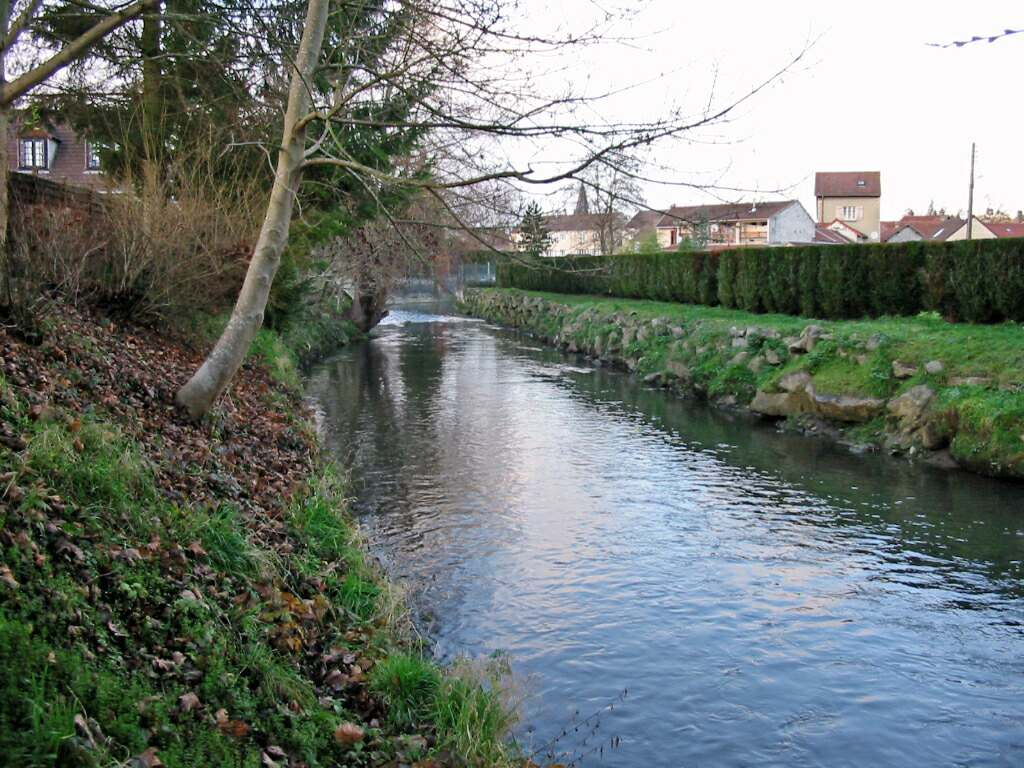
La Mauldre a Aulnay-sur-Mauldre
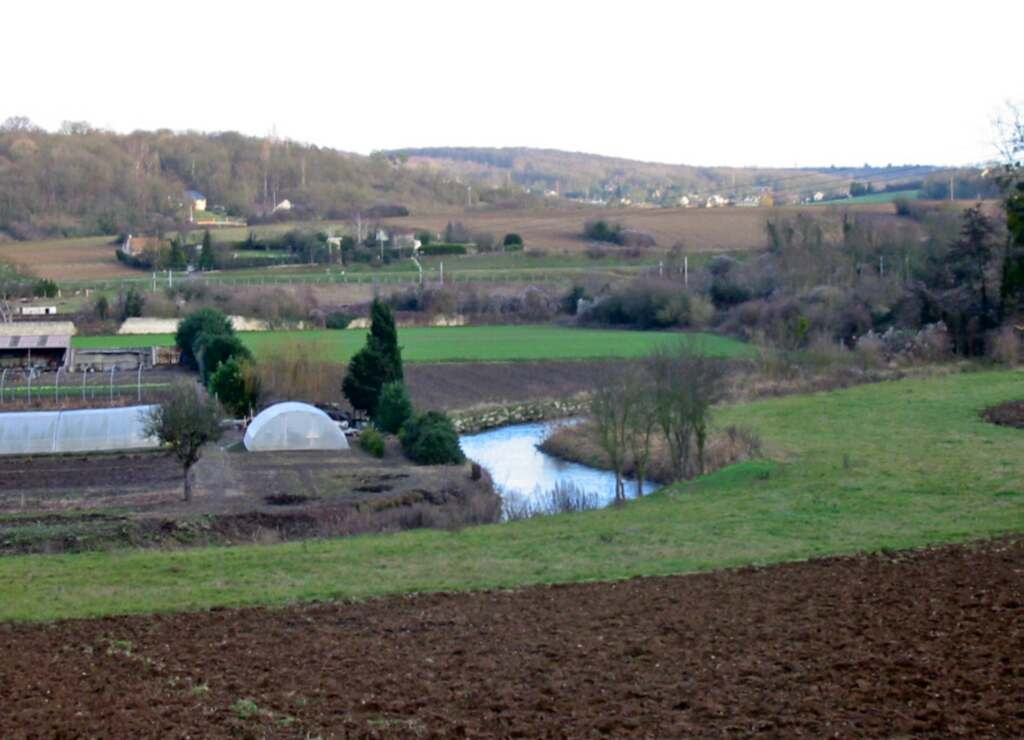
Valle della Mauldre a La Falaise
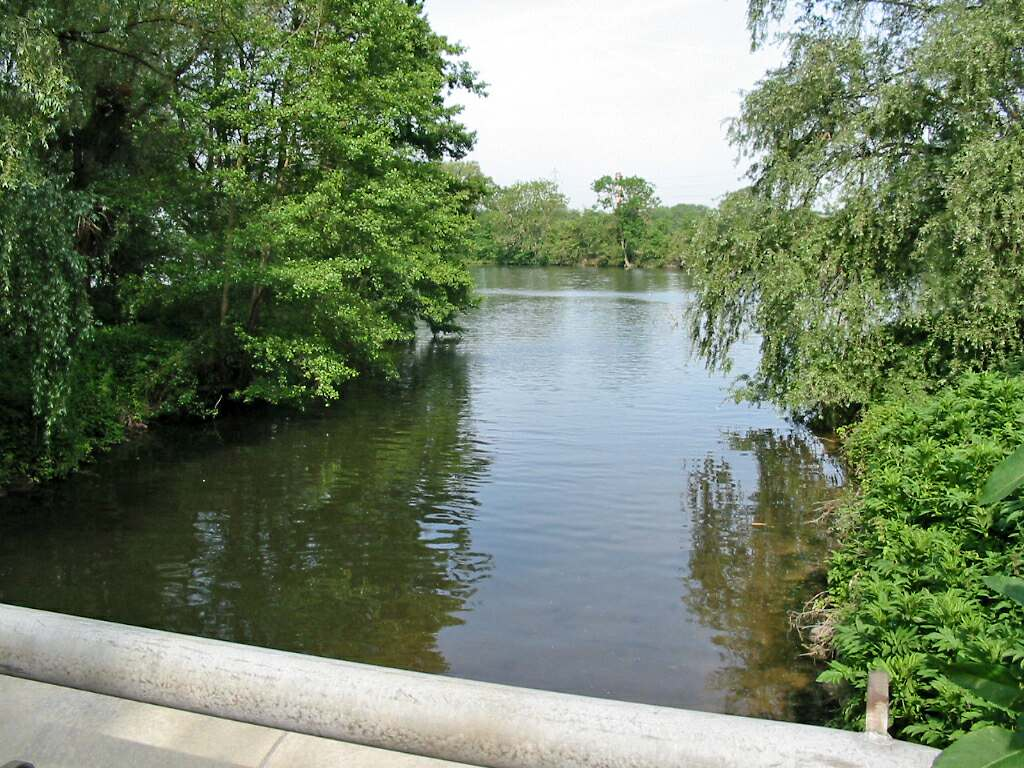
Estuario della Mauldre a Saint-Rémy-l'Honoré
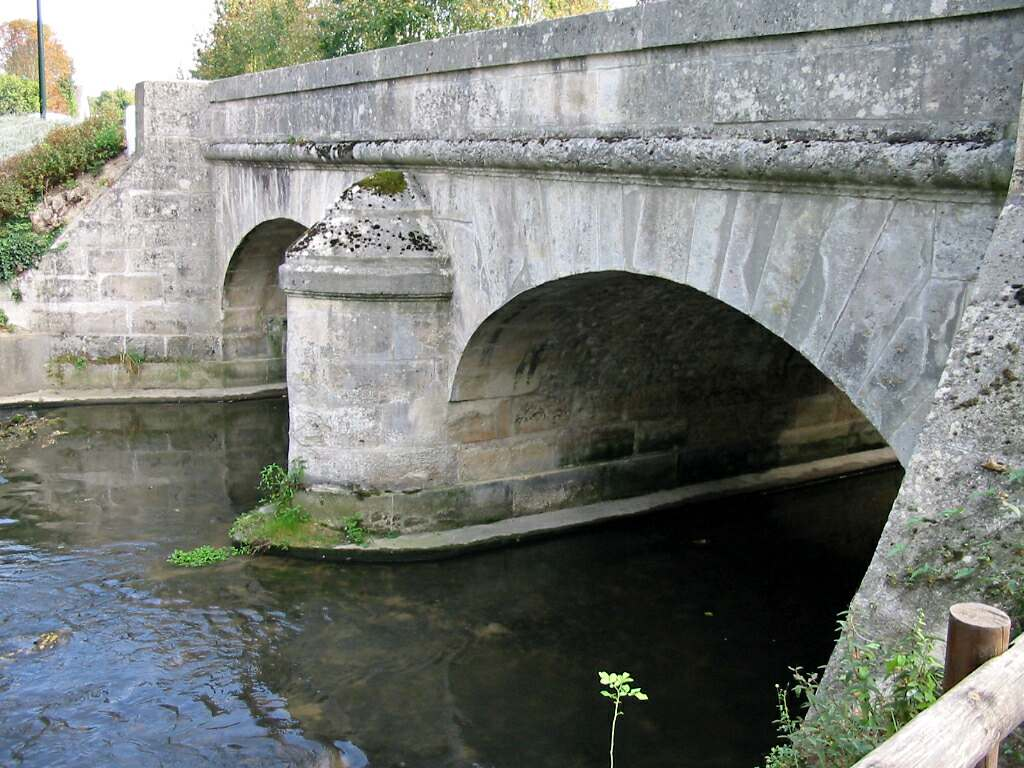
Ponte della RD 191 a Mareil-sur-Mauldre